# André Baudson
André Michel Baudson (Charleroi, 25 november 1927 - Marchienne-au-Pont, 8 maart 1998) was een Belgisch politicus voor de PS.

## Levensloop
Baudson behaalde aan de ULB in Brussel de diploma's van doctor in de rechten (1951) en licentiaat in het notariaat, het verzekeringsrecht en het zeerecht (1952). Hij vestigde zich als advocaat in Charleroi, een beroep dat hij uitoefende van 1952 tot 1997, en richtte zijn eigen advocatenkantoor op.
Van 1959 tot 1976 was Baudson voor de toenmalige PSB gemeenteraadslid van Marchienne-au-Pont. Na de gemeentefusies van 1976 ging deze gemeente op in de stad Charleroi, waar hij van 1977 tot 1994 ook gemeenteraadslid was.
De fervent regionalistisch gezinde Baudson werd ook actief in de nationale politiek. In 1968 werd hij voor het arrondissement Charleroi verkozen in de Kamer van volksvertegenwoordigers, waar hij tot in 1991 bleef zetelen. Daarna maakte hij tot 1995 als rechtstreeks gekozen senator deel uit van de Senaat. Door de toen bestaande dubbelmandaten zetelde hij van 1971 tot 1980 ook in de Cultuurraad voor de Franse Cultuurgemeenschap en van 1980 tot 1995 in de Waalse Gewestraad en de Franse Gemeenschapsraad. In zijn hoedanigheid als parlementslid bekleedde Baudson in de Kamer ook verschillende bijkomende functies: van 1971 tot 1978 was hij secretaris, van 1979 tot 1980 en van 1981 tot 1989 voorzitter van de commissie Infrastructuur en van 1979 tot januari 1980 en van oktober 1980 tot 1989 ondervoorzitter.
Baudson werd ook ondervoorzitter en vervolgens voorzitter van de Belgische afdeling van de AIPLF, de internationale vereniging voor Franstalige parlementsleden, tot in 1984 voorzitter van de intercommunale ADEC, die zich bekommerde om de streekontwikkeling van de regio Charleroi, en van 1975 tot 1980 lid van de Gewestelijke Economische Raad van Wallonië.
Van januari tot mei 1980 was hij minister van Posterijen, Telegrafie en Telefonie in de kortstondige regering-Martens II. In januari 1989 werd Baudson vervolgens de eerste minister van Openbare Werken in de Waalse Regering, wat hij bleef tot in januari 1992. Van januari 1992 tot juni 1995 was Baudson dan Waals minister van Transport, vanaf oktober 1993 ook met de bevoegdheid Ruimtelijke Ordening en vanaf januari 1994 met de bevoegdheid Erfgoed. Als minister van Transport had hij de voogdij over de bus- en trammaatschappijen en over de Waalse vliegvelden. Als minister van Openbare Werken zette zich vooral in voor de afwerking van de Scheepslift van Strépy-Thieu.
Toen hij de leeftijdsgrens had bereikt die binnen de PS gold, beëindigde hij in mei 1995 zijn politieke loopbaan. Baudson werd enkele maanden later nog voorzitter van de Autonome Haven van Charleroi, een functie die hij bekleedde tot aan zijn overlijden in maart 1998.